# الإصلاح (مجلة)
تصدر في الجزائر كل شهرين مجلة سلفية تحمل اسم «الإصلاح» صادرة عن دار الفضيلة للنشر والتوزيع، ومدير هذه المجلة هو توفيق عمروني أما رئيس تحريرها فهو الشيخ عز الدين رمضاني، وهيئة التحرير تتكون من الأساتذة عمر حاج مسعود، عثمان عيسى، نجيب جلواح.

## شعارها
شعار هذه المجلة الآية الكريمة من سورة هود:﴿قَالَ يَا قَوْمِ أَرَأَيْتُمْ إِنْ كُنْتُ عَلَى بَيِّنَةٍ مِنْ رَبِّي وَرَزَقَنِي مِنْهُ رِزْقًا حَسَنًا وَمَا أُرِيدُ أَنْ أُخَالِفَكُمْ إِلَى مَا أَنْهَاكُمْ عَنْهُ إِنْ أُرِيدُ إِلَّا الْإِصْلَاحَ مَا اسْتَطَعْتُ وَمَا تَوْفِيقِي إِلَّا بِاللَّهِ عَلَيْهِ تَوَكَّلْتُ وَإِلَيْهِ أُنِيبُ ۝٨٨﴾ [هود:88]
والمقولة السلفية الشهيرة: 
.

## إصدارات
صدر من المجلة 39 عددالى غاية 14 أبريل 2014 وكان أول عدد صدر منها مطلع العام الهجري الجديد 1428 الموافق لفبراير 2007.

## أهدافها
يقول مدير المجلة 

ويقول أيضا:
.

## كتابها
يكتب لها كل من الشيخ عبد المالك رمضاني والشيخ محمد علي فركوس وعبد المجيد جمعة وعز الدين رمضاني وعمر حمرون وعبد الغني عويسات والدكتور رضا بوشامة وكمال قالمي وحسان آيت علجات، وعمار تمالت ومحمد تبركان وعمر الحاج مسعود وأمينة حداد ومحمد لوزاني وعثمان عيسى ونجيب جلواح وسمير سمراد ومحمد بوسلامة وفريد عزوق.

## أبوابها
بوبت المجلة إلى عدة أبواب كالافتتاحية وطليعة العدد، وفي رحاب القرآن، من مشكاة السنة، التوحيد الخالص، بحوث ودراسات، مسائل منهجية، تأملات في السيرة، تزكية النفوس، فتاوى شرعية للدكتور محمد على فركوس، سير الأعلام، أخبار التراث، في واحة اللغة والأدب، قضايا الأسرة، ألفاظ ومفاهيم في الميزان، ثم الفوائد والنوادر.

## الإنفتاح
فتحت المجلة باب الكتابة لمن يرغب في ذلك وفق قواعد وضعتها هي:
- ـ أن تكون الموضوعات مطابقة لخطة المجلة، وموافقة لمنهجها.
- ـ أن يكون المقال متسما بالأصالة والاعتدال.
- ـ أن يحرر المقال بأسلوب يحقق الغرض، ولغة بعيدة عن التكلف والتعقيد.
- ـ الدقة في التوثيق والتخريج مع الاختصار.
- ـ أن تكون الكتابة على الكمبيوتر، أو بخط واضح مقروء، على وجه واحد من الورقة.
- - ألا يزيد المقال على خمس صفحات.
- ـ ان يذكر صاحب المقال اسمه الكامل وعنوانه ورقم هاتفه، ودرجته العلمية إن وجدت.
- ـ المقالات أو البحوث التي لا تنشر لا ترد لأصحابها.